# Col de Belate
Le col de Belate (en espagnol : puerto de Velate), 823 m, est un col pyrénéen et navarrais sur la ligne de partage des eaux, permettant la communication entre Pampelune et la vallée de la Bidassoa (Baztan, Cinco Villas). Il constitue une étape importante sur le chemin de Saint-Jacques-de-Compostelle dit « Voie du Baztan » reliant Bayonne à Pampelune.

## Histoire
Durant des siècles, le col de Belate a servi de voie de communication entre l'intérieur de la Navarre et les terres du Labourd, Basse-Navarre et la côte guipuzcoane. Un point d'une haute valeur stratégique qui a souffert de modifications au cours de son passé historique. Curieusement à Belate on a maintenu la vieille chaussée, le grand chemin empierré sur lequel on peut voir non moins de dix sept menhirs sur ses hauteurs.
Il existe des études qui font penser que cette chaussée de Belate peut dater du IIe ou IIIe siècle, c'est-à-dire l'époque de l'occupation romaine et que l'on pense avoir été une voie reliant la Gaule avec Pampelune.